# Кравченко, Николай Николаевич
Никола́й Никола́евич Кра́вченко (30 октября (11 ноября) 1880, Могилев — 1955, Москва) — юрист, статский советник (1913), ординарный профессор на кафедре международного права, относившейся к юридическому факультету Томского государственного университета; с сентября 1940 года — профессор, а с февраля 1941 — заведующий кафедрой всеобщей истории Ярославского педагогического института.

## Биография
Николай Кравченко родился 30 октября (11 ноября) 1880 года в Могилеве в дворянской семье: его отец — также Николай Николаевич Кравченко (род. 1847) — был родом из Могилева; Кравченко-старший имел степень магистра в области физической географии и являлся главой Минской женской гимназии. В 1899 году Николай Кравченко-младший завершил получение среднего образования в Могилевской мужской гимназии: в том же году он стал студентом юридического факультета Императорского Новороссийского университета, который окончил в 1903 году с дипломом первой степени. Среди его профессоров был и юрист Александр Фёдоров, известный своими работами по проблемам охраны труда, а также — по торговому и морскому праву. Помимо курсов юридического факультета Кравченко также слушал и лекции, проходившие на историческом отделении, относившемся к историко-филологическому факультету университета. За сочинение на тему, объявленную для соискания академической награды, «Иностранцы в России: Историко-догматическое исследование» он был награжден золотой медалью.
После получения высшего образования Николай Кравченко был оставлен на кафедре международного права — для приготовления к получению профессорского звания. В период с 1907 по 1912 год он являлся приват-доцентом на кафедре энциклопедии и философии права родного университета. Затем, в 1908—1911 годах, он был откомандирован с научными целями в Европу: продолжил свои исследования в архивах и библиотеках Германской империи (Берлина), Швейцарии (Берна и Базеля), а также — в Париже и Риме. В октябре 1912 года вновь стал приват-доцентом, а затем — 20 августа 1913 года — был избран ординарным профессором на кафедре международного права, являвшейся частью юридического факультета Императорского Томского университета. 28 апреля 1913 года, работая под руководством профессора-правоведа Петра Казанского, Кравченко защитил в Томске диссертацию на тему «Идея международно-правовой регламентации фабричного труда в ее историческом развитии до Берлинской конференции 1890 года» — стал магистром международного права.
В период своей работы в Томске, Кравченко читал студентам курс лекций по международному праву, а затем — уже в годы Первой мировой войны (с 1916) — и курс лекций по государственному праву. 17 апреля 1917 года он был избран ординарным профессором на кафедре международного права Казанского университета; впоследствии он стал деканом факультета общественных наук (ФОН). Проживая в Казани, неоднократно выступал перед местными рабочими, разъясняя им их права и призывая к переходу к легальным формам борьбы за реализацию данных трудовых прав.
После Октябрьской революции Николай Кравченко выступал в поддержку власти большевиков. В период с 1923 по 1928 год он являлся профессором Саратовского университета. В феврале 1923 года был переутвержден в ученом звании профессора по решению научно-политической секцией Государственного ученого совета: в результате, он на тот момент времени стал единственным в РСФСР/СССР специалистом по международному регулированию в сфере труда фабричных рабочих. В 1928 году получил пост профессора Первого Московского университета (сегодня — МГУ им. Ломоносова).
Через два года Кравченко был отправлен на академическую пенсию, однако он продолжил как активную лекторскую, так и преподавательскую деятельность. В частности он неоднократно выступал в Московском областном совете профсоюзов и в Государственном институте кинематографии, а также — в Сталинградском педагогическом институте и в Ивановском педагогическом институте (с отдельными лекциями). После начала Второй мировой войны, в сентябре 1940 года, получил позицию профессора на кафедре всеобщей истории Ярославского педагогического института; с февраля следующего года он состоял и заведующим кафедрой. В 1943 году властями было принято решение о переводе профессора Кравченко в Пензенский педагогический институт, но в итоге он был оставлен в Москве — где занял пост профессора Московского городского педагогического института.
Умер в 1955 г. в Москве. Похоронен на Введенском кладбище (21 уч.).

## Работы
Научно-литературная деятельность Николая Кравченко в период существования Российской империи выразилась в публикации серии газетных очерков и журнальных заметок библиографического характера, а также — в публикации ряда статей как в русских (включая «Известия Министерства иностранных дел» и «Журнал Министерства юстиции»), так и в иностранных научных журналах:
- О постепенном создании кодекса международного права // Журнал Министерства Юстиции. 1906. Апрель;
- О первой Гаагской конференции мира в связи с вопросом о мире вообще // Журнал Министерства Юстиции. 1907. Май;
- Дополнение к 3-му изданию курса Юридической Энциклопедии профессора Н. К. Ренненкампфа. Киев, 1909 (совместно с Владимиром Ренненкампфом);
- Quelques mots sur l’importance des theories politiques // Revue du droit public et de la science politique en France et a l’etranger. 1910. № 2;
- Идея международно-правовой регламентации фабричного труда в ее историческом развитии до Берлинской конференции 1890 г. Томск, 1913;
- Гр. Альберт де-Мэн как поборник идеи международно-правовой защиты рабочих // Право. 1914. № 43;
- Институт военнопленных в понимании Германского генерального штаба / [Проф. Н. Кравченко]. — Томск : типо-лит. Сиб. тов. печ. дела, [1915]. — 8 с.
- Памяти Вальяна как одного из сторонников международного рабочего права // Право. 1916. № 2;
- Официальная германская доктрина о военнопленных // Известия Министерства иностранных дел. 1916. Кн. 1;
- Общая теория войны в построении Германского генерального штаба // Проблемы великой России. 1916. № 8;
- Налеты немецких цеппелинов и международное право // Право. 1916. № 28;
- О германском толковании принципа гуманности на войне // Проблемы великой России. 1916. № 16;
- Гуго Гроций. К 300-летию его сочинения «О праве войны и мира» // Право и жизнь. 1925. № 9 — 10;
- Об основных началах консульского права в применении к Советской России // Ученые записки Саратовского государственного университета. 1925. Т. 3. Вып. 4;
- О Консульском уставе СССР // Международная жизнь. 1926. № 9;
- Очерки из истории международных отношений конца XIX-начала XX в. Т. 1. Берлинский конгресс 1878 г. и Тройственный союз. Саратов: Типография «Красная Печать», 1925;
- Пути решения рабочего вопроса и проблема охраны труда в капиталистической Европе. Минск, 1928.

## Награды
- Орден Святой Анны III степени (1915);
- Медаль в честь 300-летия царствования Дома Романовых (1913).

## Семья
Николай Кравченко был женат на Ксении Николаевне, являвшейся членом Союза художников СССР.

## Адреса
В Казани:
- Поперечная Второй Горы, дом 12.[1]